# Efeito Blazhko
O efeito Blazhko é a variação no período e amplitude em estrelas variáveis do tipo RR Lyrae. Foi observado pela primeira vez por Sergey Blazhko em 1907 na estrela RW Dra. As recentes observações da sonda Kepler apanharam a comunidade científica de surpresa. Para além das modulações, as observações também evidenciaram alternâncias de ciclo a ciclo nas curvas de luz.
A física por detrás do efeito Blazhko é ainda um motivo de debate, com três principais hipóteses existentes. Na primeira, referida como modelo de ressonância, a causa da modulação é uma ressonância não-linear entre modo fundamental ou primeiro modo de pulsação de uma estrela e um modo superior. Na segunda, conhecida como modelo magnético, é assumido que a variação é causada porque o campo magnético está inclinado em relação ao eixo de rotação, deformando o modo radial principal. O terceiro modelo assume que os ciclos na convecção causam as alternâncias e as modulações.